# Дионн, Марсель

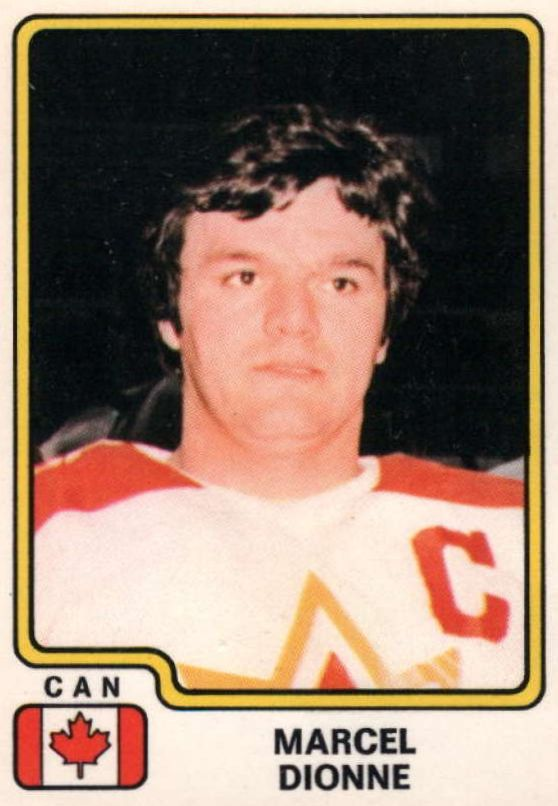
Капитан сборной Канады в 1979 году

Марсе́ль Эльпе́ж Дио́нн (фр. Marcel Elphege Dionne; род. 3 августа 1951 года, Драммондвилл, Квебек, Канада) — канадский хоккеист, центрфорвард. Один из самых результативных игроков за всю историю НХЛ, член Зала хоккейной славы.

## Биография
На драфте НХЛ 1971 года был выбран под 2-м номером клубом «Детройт Ред Уингз».
В дебютном сезоне 1971-72 малогабаритный центрфорвард забил 28 голов и отдал 49 передач — один из лучших показателей в лиге для новичка, но «Колдер Трофи» достался Кену Драйдену. Затем были ещё 3 результативных сезона за «Ред Уингз» (особенно удалась «регулярка» 1974-75 — 47 шайб и 74 передачи в 80 встречах). Однако контрактные споры с руководством «Ред Уингз» стали причиной переезда Дионна из истинно хоккейного Детройта в «Лос-Анджелес Кингз».
Марсель Дионн стал первой по-настоящему яркой звездой «Кингз», игроком, долгое время определявшим лицо клуба. За свою выдающуюся карьеру он в рамках регулярных чемпионатов набрал 1771 очко (731 + 1040), что является шестым результатом за всю истории Лиги — после Уэйна Гретцки, Яромира Ягра, Марка Мессье, Горди Хоу и Рона Фрэнсиса. По количеству голов Дионн также занимает шестое место, уступая лишь Гретцки, Хоу, Александру Овечкину, Ягру и Бретту Халлу, а по количеству результативных передач — одиннадцатое.
Дионн восемь раз набирал более 100 очков за сезон (третий результат после Гретцки и Марио Лемьё). В шести сезонах он забивал 50 и более голов (делит четвёртое-шестое место с Ги Лафлёром и Марио Лемьё, уступая Гретцки, Майку Босси и Овечкину). По среднему количеству очков за игру — 1,314 — Дионн занимает шестое место за всю историю НХЛ (более высокие показатели имеют лишь Гретцки, Лемьё, Босси, Бобби Орр и Коннор Макдэвид).

## Достижения
- Обладатель призов НХЛ:
  - «Арт Росс Трофи» — 1980
  - «Леди Бинг Трофи» — 1975, 1977
  - «Лестер Пирсон Эворд» — 1979, 1980
- В 1977 и 1980 входил в первую символическую сборную НХЛ, в 1979 и 1981 — во вторую (центральный нападающий).
- Участник ЧМ 1978, 1979, 1983 и 1986 (37 матчей, 21 гол), третий призёр ЧМ 1978, 1983 и 1986 гг.
- Обладатель Кубка Канады 1976, финалист Кубка Канады 1981 (13 матчей, 5 голов).
- Участник матчей всех звёзд НХЛ: 1975, 1976, 1977, 1978, 1980, 1981, 1983, 1985.
- В сентябре 1992 года введён в Зал хоккейной славы.

## Статистика
| 1971-72                | Детройт Ред Уингз      | НХЛ                    | 78   | 28  | 49   | 77   | 14  | -- | -- | -- | -- | -- |
| 1972-73                | Детройт Ред Уингз      | НХЛ                    | 77   | 40  | 50   | 90   | 21  | -- | -- | -- | -- | -- |
| 1973-74                | Детройт Ред Уингз      | НХЛ                    | 74   | 24  | 54   | 78   | 10  | -- | -- | -- | -- | -- |
| 1974-75                | Детройт Ред Уингз      | НХЛ                    | 80   | 47  | 74   | 121  | 14  | -- | -- | -- | -- | -- |
| 1975-76                | Лос-Анджелес Кингз     | НХЛ                    | 80   | 40  | 54   | 94   | 38  | 9  | 6  | 1  | 7  | 0  |
| 1976-77                | Лос-Анджелес Кингз     | НХЛ                    | 80   | 53  | 69   | 122  | 12  | 9  | 5  | 9  | 14 | 2  |
| 1977-78                | Лос-Анджелес Кингз     | НХЛ                    | 70   | 36  | 43   | 79   | 37  | 2  | 0  | 0  | 0  | 0  |
| 1978-79                | Лос-Анджелес Кингз     | НХЛ                    | 80   | 59  | 71   | 130  | 30  | 2  | 0  | 1  | 1  | 0  |
| 1979-80                | Лос-Анджелес Кингз     | НХЛ                    | 80   | 53  | 84   | 137  | 32  | 4  | 0  | 3  | 3  | 4  |
| 1980-81                | Лос-Анджелес Кингз     | НХЛ                    | 80   | 58  | 77   | 135  | 70  | 4  | 1  | 3  | 4  | 7  |
| 1981-82                | Лос-Анджелес Кингз     | НХЛ                    | 78   | 50  | 67   | 117  | 50  | 10 | 7  | 4  | 11 | 0  |
| 1982-83                | Лос-Анджелес Кингз     | НХЛ                    | 80   | 56  | 51   | 107  | 22  | -- | -- | -- | -- | -- |
| 1983-84                | Лос-Анджелес Кингз     | НХЛ                    | 66   | 39  | 53   | 92   | 28  | -- | -- | -- | -- | -- |
| 1984-85                | Лос-Анджелес Кингз     | НХЛ                    | 80   | 46  | 80   | 126  | 46  | 3  | 1  | 2  | 3  | 2  |
| 1985-86                | Лос-Анджелес Кингз     | НХЛ                    | 80   | 36  | 58   | 94   | 42  | -- | -- | -- | -- | -- |
| 1986-87                | Лос-Анджелес Кингз     | НХЛ                    | 67   | 24  | 50   | 74   | 54  | -- | -- | -- | -- | -- |
| 1986-87                | Нью-Йорк Рейнджерс     | НХЛ                    | 14   | 4   | 6    | 10   | 6   | 6  | 1  | 1  | 2  | 2  |
| 1987-88                | Нью-Йорк Рейнджерс     | НХЛ                    | 67   | 31  | 34   | 65   | 54  | -- | -- | -- | -- | -- |
| 1988-89                | Нью-Йорк Рейнджерс     | НХЛ                    | 37   | 7   | 16   | 23   | 20  | -- | -- | -- | -- | -- |
| Всего за карьеру в НХЛ | Всего за карьеру в НХЛ | Всего за карьеру в НХЛ | 1348 | 731 | 1040 | 1771 | 600 | 49 | 21 | 24 | 45 | 17 |